# Mac Miller
Malcolm James McCormick, spíše známý pod svým uměleckým jménem Mac Miller, (19. ledna 1992 Pittsburgh, Pensylvánie – 7. září 2018 Los Angeles, Kalifornie) byl americký rapper. Působil také jako hudební producent pod pseudonymem Larry Fisherman. Známy byl též pod svými alter egy Delusional Thomas a Larry Lovestein & The Velvet Revival.
V roce 2010 při práci na mixtapu K.I.D.S. uzavřel smlouvu s vydavatelstvím Rostrum Records. Po vydání dalších dvou mixtapů dokončil v roce 2011 své debutové studiové album Blue Slide Park, které vyšlo 8. listopadu. Toto album dosáhlo první příčky US Billboard 200, a tak se stalo prvním samostatně distribuovaným albem, které se dostalo na vrchol žebříčku, od roku 1995, kdy podobně uspělo album Dogg Food kolektivu Tha Dogg Pound.
Začátkem roku 2013 založil Mac svůj vlastní label, REMember, který je pojmenovaný po jeho zesnulém kamarádovi, Reubenovi Elimu Mitranovi. Tohoto roku bylo také vydáno 18. června druhé album, Watching Movies With The Sound Off. V lednu 2014 se definitivně rozloučil s Rostrum Records a v říjnu uzavřel pro sebe i jeho label smlouvu s Warner Bros Records.

## Biografie
M. J. McCormick byl synem fotografky Karen Meyers a architekta Marka McCormicka. Jeho otec byl křesťan a matka židovka; Miller byl vychovaný jako obřezaný žid a podstoupil bar micva. Starší bratr Miller McCormick se živí jako designer a ilustrátor. Vyrůstal v Pittsburghu v části Point Breeze. Navštěvoval školy Winchester Thurston School, základní školu a Taylor Allderdice High School, střední školu, na které se v 15 začal věnovat hip-hopu. Byl to hudební samouk, uměl hrát na klavír, kytaru, bicí a basu.

## Kariéra

### 2007–2010: Začátky kariéry
Miller začal rapovat, když mu bylo 14 let. Před rapováním chtěl však být zpěvákem a skladatelem. Svůj první mixtape, But My Mackin' Ain't Easy vydal patnáctiletý pod uměleckým jménem EZ-Mac roku 2007. Byl také součástí dvoučlenné skupiny, The Ill Spoken, kde byl dalším členem jeho kamarád, Beedie.
Roku 2009 vydal se změněným uměleckým jménem, Mac Miller, dva mixtapy, The Jukebox: Prelude to Class Clown a The High Life. Tohoto roku se též zúčastnil Pittsburské MC soutěže, Rhyme Calisthenics, kde se dostal až do nejlepší čtyřky.
Na začátku roku 2010 byl Miller upsán vydavatelství Rostrum Records. Prezident a zakladatel Rostrum Records, Benjy Grinberg potkal Maca, když byl v ID Labs s Wiz Khalifem. Benjy dával Macovi rady, ale neprojevoval žádný zájem o spolupráci,dokud nezačal Mac pracovat na mixtapu K.I.D.S. Poté se o něj začaly zajímat i jiná vydavatelství, ale on si vzhledem k místě a asociaci s Wiz Khalifem vybral právě Pittsburské Rostrum. K.I.D.S., mixtape inspirovaný filmem Kids byl vydán 13. srpna, 2010. Na konci roku 2010 bylo vydáno jeho první turné, které se okamžitě na všech lokalitách vyprodalo.

## Smrt
Zemřel 7. září 2018 na nechtěné předávkování kokainem,  a alkoholem. Jeho tělo bylo nalezeno v jeho domě ve Studio City v Kalifornii.

## Diskografie

### Studiová alba
| Název alba                         | Detaily alba                                                                                       |
| ---------------------------------- | -------------------------------------------------------------------------------------------------- |
| Blue Slide Park                    | - Vydáno: 8. listopadu 2011 - Formát: CD, LP, digital download - Vydavatelství: Rostrum Records    |
| Watching Movies With The Sound Off | - Vydáno: 18. června 2013 - Formát: CD,LP, digital download - Vydavatelství: Rostrum Records       |
| GO:OD AM                           | - Vydáno: 18. září 2015 - Formát: CD, LP, digital download - Vydavatelství: Warner Bros., REMember |
| The Divine Feminine                | - Vydáno: 16. září 2016 - Formát: CD, LP, digital download - Vydavatelství: Warner Bros., REMember |
| Swimming                           | - Vydáno: 3. srpna 2018 - Formát: CD, LP, digital download - Vydavatelství: Warner Bros., REMember |
| Circles                            | - Vydáno: 17. ledna 2020 - Formát: CD, LP, digital download - Vydavatelství: Warner Bros.          |

### EP
| Název EP             | Detaily EP                                                                                 |
| -------------------- | ------------------------------------------------------------------------------------------ |
| On and On and Beyond | - Vydáno: 29. března, 2011 - Formát: CD, digital download - Vydavatelství: Rostrum Records |

### Mixtapy
| Název mixtapu                          | Detaily alba                                          |
| -------------------------------------- | ----------------------------------------------------- |
| But My Mackin' Ain't Easy              | - Vydáno: 2007 - Formát: Digital download             |
| How High (Ill Spoken)                  | - Vydáno: 2008 - Formát: Digital download             |
| The Jukebox: Prelude to Class Clown    | - Vydáno: 2009 - Formát: Digital download             |
| The High Life                          | - Vydáno: 1. prosince 2009 - Formát: Digital download |
| K.I.D.S (Kickin' Incredibly Dope Shit) | - Vydáno: 13. dubna 2010 - Formát: Digital download   |
| Best Day Ever (mixtape)\|Best Day Ever | - Vydáno: 11. března 2011 - Formát: Digital download  |
| I Love Life, Thank You                 | - Vydáno: 10. října 2011 - Formát: Digital download   |
| Macadelic                              | - Vydáno: 23. března 2012 - Formát: Digital download  |
| Faces                                  | - Vydáno: 11. května 2014 - Formát: Digital download  |